# Signe de correction
Un signe de correction est une convention typographique utilisée par les correcteurs pour signifier la nécessité de corriger un texte.

Un exemple de mémento de signes de correction français

## Types de signes de correction
Les signes de correction sont apposés sur la copie, sur le texte lui-même, et sont répétés et précisés dans la marge. S’il y a plusieurs corrections sur la même ligne, la première est indiquée en marge au plus près du texte, les suivantes en s’éloignant du texte. 
Les signes de repérage délimitent dans le texte les parties à corriger : un trait vertical sur une lettre, deux traits verticaux réunis par un trait horizontal pour un groupe de lettres.
Les signes d’exécution : le deleatur indique la suppression ; le vertatur, le retournement ; un trait vertical muni d’une petite oblique, un ajout ; un trait sinusoïdal (passant dessous, puis dessus) l’inversion de deux lettres, groupes de lettres ou mots ; deux traits courbes au-dessus et au-dessous, le rapprochement de deux caractères ou la suppression d’une espace ; trois ou cinq traits à angles droits, chasser le texte, créer ou supprimer un alinéa, etc.
Les signes de mise en forme indiquent le style à donner au texte : ils ont été en principe mis dans la copie avant qu’elle ne soit composée, ils interviennent ensuite en tant que correction s’ils n’ont pas été respectés dans la composition. Le texte tel quel est composé en bas de casse. Le texte souligné d’un trait est à composer en italique (on ajoute pour plus de précision (ital). Deux traits indiquent les petites capitales, trois traits les grandes capitales. Un trait ondulé indique un caractère gras.
Les principaux signes de correction sont toujours utilisés, mais beaucoup d’entre eux, destinés spécifiquement à la composition typographique au plomb, n’ont plus de raison d’être, comme le vertatur (retournement de caractères plomb mal placés), les signes de nettoyage, etc.

## Histoire
Une fois la composition typographique terminée, on tire une épreuve de correction, qui est remise au correcteur. Depuis les débuts de l’imprimerie, la correction était souvent effectuée par deux correcteurs : le premier lisait un exemplaire de l’épreuve à haute voix, le second effectuait les corrections au moyen de signes conventionnels. Le lecteur utilisait, pour signaler les diverses ponctuations et styles typographiques, de termes abréviatifs : « ouvre » pour une parenthèse ouvrante, « ferme » pour une parenthèse fermante, « clame » pour un point d’exclamation, « sus » pour des points de suspension, etc. Plus tard le correcteur travaille seul, apposant ses corrections à l’encre rouge en suivant les codes conventionnels : une marque signale le ou les caractères à changer dans le corps du texte, et la correction à apporter est mentionnée en marge.